# Gruta do Ramal de Santo Amaro
A Gruta do Ramal de Santo Amaro é uma gruta portuguesa localizada na freguesia de Santo Amaro, concelho de São Roque do Pico, ilha do Pico, arquipélago dos Açores.
Esta cavidade apresenta uma geomorfologia de origem vulcânica em forma de tubo de lava localizado em talude de encosta.
Este acidente geológico tem um comprimento de 91 m. por uma altura máxima de 1,6 m. e por uma largura também máxima de 2,1 m.